# BMP2
BMP2 (англ. Bone morphogenetic protein 2) – білок, який кодується однойменним геном, розташованим у людей на короткому плечі 20-ї хромосоми. Довжина поліпептидного ланцюга білка становить 396 амінокислот, а молекулярна маса — 44 702.
| 10         |  | 20         |  | 30         |  | 40         |  | 50         |
| ---------- |  | ---------- |  | ---------- |  | ---------- |  | ---------- |
| MVAGTRCLLA |  | LLLPQVLLGG |  | AAGLVPELGR |  | RKFAAASSGR |  | PSSQPSDEVL |
| SEFELRLLSM |  | FGLKQRPTPS |  | RDAVVPPYML |  | DLYRRHSGQP |  | GSPAPDHRLE |
| RAASRANTVR |  | SFHHEESLEE |  | LPETSGKTTR |  | RFFFNLSSIP |  | TEEFITSAEL |
| QVFREQMQDA |  | LGNNSSFHHR |  | INIYEIIKPA |  | TANSKFPVTR |  | LLDTRLVNQN |
| ASRWESFDVT |  | PAVMRWTAQG |  | HANHGFVVEV |  | AHLEEKQGVS |  | KRHVRISRSL |
| HQDEHSWSQI |  | RPLLVTFGHD |  | GKGHPLHKRE |  | KRQAKHKQRK |  | RLKSSCKRHP |
| LYVDFSDVGW |  | NDWIVAPPGY |  | HAFYCHGECP |  | FPLADHLNST |  | NHAIVQTLVN |
| SVNSKIPKAC |  | CVPTELSAIS |  | MLYLDENEKV |  | VLKNYQDMVV |  | EGCGCR     |

A: Аланін

C: Цистеїн

D: Аспарагінова кислота

E: Глутамінова кислота

F: Фенілаланін

G: Гліцин

H: Гістидин

I: Ізолейцин

K: Лізин

L: Лейцин

M: Метіонін

N: Аспарагін

P: Пролін

Q: Глутамін

R: Аргінін

S: Серин

T: Треонін

V: Валін

W: Триптофан

Кодований геном білок за функціями належить до цитокінів, факторів росту, білків розвитку. 
Задіяний у таких біологічних процесах, як остеогенез, диференціація клітин. 
Секретований назовні.